# Institut Salah-Azaïz
L'Institut Salah-Azaïz (arabe : معهد صالح عزيز) ou ISA est un établissement tunisien de santé publique qui constitue un centre de référence dans le pays pour la surveillance, le diagnostic et le traitement des cancers. Il est situé au boulevard du 9-Avril 1938 dans le quartier de Bab Saadoun à Tunis.

## Historique

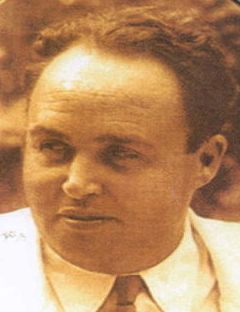
Portrait de Salah Azaïz.

L'Institut national de cancérologie est fondé en 1969 dans le cadre d'une collaboration franco-tunisienne. Le local est construit près du ministère de la santé publique et de l'Institut national de nutrition en face de l'ancienne porte de Bab Saadoun. C'est en l'honneur du médecin et chirurgien Salah Azaïz (1911-1953) qu'il est rebaptisé « Institut Salah-Azaïz ».
À ses débuts, l'ISA comprend trois services : la chirurgie, la radiographie et l'anatomopathologie. En 1989, l'institut est restructuré notamment avec l'ajout d'un service de médecine nucléaire et l'acquisition d'un équipement de radiothérapie. Grâce aux travaux de recherche de plusieurs générations de médecins et de chirurgiens tunisiens et étrangers, l'ISA est reconnu par l'Organisation mondiale de la santé et l'Union internationale contre le cancer comme un centre de référence régional pour le dépistage et le traitement des cancers du sein et du col utérin. L'opération d'autogreffe de cellules souches périphériques dès 1998 a constitué une première pour le traitement du cancer en Tunisie.
Depuis 2009, l'institut compte officiellement dans ses activités la chirurgie plastique reconstructrice et esthétique après l'affectation du docteur Bouraoui Kotti ; des gestes d'oncoplastie et de reconstructions immédiates et secondaires, notamment pour le sein, ont vu le jour.

## Organisation
L'Institut Salah-Azaïz est actuellement constitué de quatre services : 
1. Médecine-chirurgie :
  1. Médecine oncologique
  2. Chirurgie carcinologique générale
  3. Chirurgie carcinologique cervico-faciale
  4. Réanimation
2. Médecine nucléaire :
  1. Radiodiagnostic
  2. Radiothérapie
3. Biologie-pathologie :
  1. Immuno-histopathologie
  2. Biologie médicale
  3. Anatomopathologie
4. Épidémiologie, statistique et informatique

L'hôpital est dirigé par les directions générale et administrative et les comités médical et éthique.

## Mission
L'ISA est avant tout un centre hospitalo-universitaire qui prend en charge le diagnostic et le traitement des divers types de cancer avec une capacité de 196 lits. Il constitue aussi l'observatoire national de l'épidémiologie du cancer et couvre une population d'environ quatre millions d'habitants répartis sur onze gouvernorats. La recherche scientifique est menée par des équipes multidisciplinaires essentiellement sur les thèmes de la radiothérapie oculaire ainsi que l'étude moléculaire du carcinome du nasopharynx.

## Équipement
L'ISA est doté d'un équipement d'imagerie de pointe permettant le diagnostic de divers types de tumeurs avec des gamma-caméras, un échographe Doppler pulsé, des mamographes à rayons X et un tomodensitomètre laser. La radiothérapie externe est assurée par des télécobalts (qui utilisent une source radioactive gamma de Cobalt 60) et un accélérateur linéaire (fournissant des photons X de 6 et 18 MV et électrons de six à vingt MeV).